# Des Moines (zespół muzyczny)
Des Moines – polski zespół muzyczny założony w 1990 roku w Warszawie.

## Historia
Ton zespołowi nadawał Wojciech Orszulak, znany także z Kabaretu Moralnego Niepokoju. Początkowo Des Moines działało w sześcioosobowym składzie, a jego instrumentalia zawierały takie instrumenty jak: fortepian, kontrabas, wiolonczela, flet, perkusja, gitara klasyczna, a nawet przez krótki czas fagot. Muzyka prezentowana przez Des Moines to przepełniony regowymi i lirycznymi akcentami rock (soft rock). Początkowo miał to być folk rock, jednak z racji niszowości tego nurtu, zespół zaczął grać trochę ostrzej.
W 1991 zespół wygrał Festiwal Piosenki Studenckiej Łykend 91 we Wrocławiu, w 1993 wystąpił w opolskich Debiutach. W sierpniu 2003 zagrał na Przystanku Woodstock w Żarach.
Zespół Wystąpił w programie Polsatu Kuba Wojewódzki Show w maju 2006 oraz w maju 2007, a także w TVP2 w programach Pytanie na śniadanie (czerwiec 2006), Krakowski rynek (Kabareton, czerwiec 2007), Mrągowo (lipiec 2007).
Nazwa pochodzi od miasta Des Moines w stanie Iowa, które Jack Kerouac umieścił w swej powieści W drodze. 

## Skład
- Wojciech Orszulak – gitara, śpiew

- Michał Piastowicz – gitara, śpiew
- Jacek Szafraniec – gitara basowa, śpiew
- Sławek Kazulak – perkusja

## Dyskografia

### Albumy
- Des Moines (1998; płyta nagrana w 6 osób w studio S-4 w Warszawie)
- Legendarny Zespół Des Moines (2001; płyta nagrana w 3 osoby w domu wokalisty zespołu)
- Des Moines Soundsystem Na Żywo w Radio (2003)
- Mahijo (2006; płyta zawierająca takie utwory jak Co mi ludzie powiedzą czy Ona miała z sobą moc.